# ホロー荘の殺人
『ホロー荘の殺人』（ホローそうのさつじん、原題：The Hollow）は、1946年にイギリスの小説家アガサ・クリスティが発表した長編推理小説であり、探偵エルキュール・ポアロが登場する「エルキュール・ポアロ・シリーズ」の作品のひとつである。
クリスティは後に自伝の中で、この作品にポアロを登場させたことについて、「ポアロのおかげで台無しになった、ポアロが登場するのはごく自然だが、この物語そのものに合わなかった」と述べている。
また、作品の舞台となったホロー荘は、『ブラック・コーヒー』『邪悪の家』でポアロを演じたイギリスの舞台俳優フランシス・L・サリヴァン夫妻の家をモデルとしている。

## あらすじ
医師ジョン・クリストゥは妻ガーダと週末を過ごすために田舎へ行く。ヘンリー・アンカテル卿の妻ルーシーが週末に二人と親戚を自分の屋敷に招いたのだ。ジョンは彫刻家ヘンリエッタ・サヴァナクと不倫関係にある。 さらにジョンの昔の恋人ヴェロニカ・クレイが、土曜日の夜突然マッチ箱を借りに屋敷に現れる。彼女は近くのコテージに住んでいた。もうひとつのコテージにはポアロが住んでおり、日曜日の昼食に招待されている。 ジョンはヴェロニカをコテージまで送り届け、午前3時に帰宅する。翌日、ポアロは奇妙に演出されたような場面を目撃する。 プールの横でジョンが倒れており、その脇にガーダが拳銃を手に立っている。ルーシー、ヘンリエッタ、エドワード（ルーシーのいとこで、ヘンリエッタの二番目のいとこ）もその場にいる。ジョンは最後に「ヘンリエッタ」とつぶやいて息絶える。
ガーダが犯人であることは明らかに見える。ヘンリエッタは彼女の手から拳銃を取ろうと前に出るが、あやまってその拳銃をプールに落としてしまい、指紋が取れなくなる。しかし、その拳銃はジョンを殺すのに使われたものではないことが後に判明する。目撃者の誰も、ガーダがジョンを撃つところを目撃しなかった。ルーシーが卵を入れた籠の中に別の拳銃を隠し持っていたことから次の容疑者となるが、それも殺害に使用されたものではないことが分かる。次の容疑者はヘンリエッタで、ジョンが殺された頃パビリオンに変わった落書きを残していた。しかし、ポアロのコテージの生け垣に凶器が見つかると、容疑者の誰とも一致しない指紋がついていた。
家族はそれぞれガーダが犯人であることを知っており、彼女を投獄から救おうとしてポアロを騙そうとしていたことが明らかになる。ガーダは2丁の拳銃を持ち出し、1丁でジョンを撃ち、もう1丁を手に持っているところを発見されるつもりだった。ヘンリエッタはすぐに、ジョンが最後に自分の名をつぶやいたのはガーダを助けてほしいという意図だと理解した。本能的に、ヘンリエッタは銃をプールに落としてその責任を引き受け、後に本物の凶器を取りに行った。警察の捜索を避けるため、彼女はそれを工房の馬の粘土細工の中に隠した。その後、彼女はそれを盲目のマッチ売りに扱わせ、ポアロの生け垣に置いたのだった。
ポアロは、追い詰められて疑心暗鬼になったガーダがヘンリエッタを殺害するのではないかと疑い、ガーダがキッチンから戻ってくる前に、ティーカップを並べ替える。戻ってきたガーダは、ヘンリエッタのカップとすり替わったお茶を飲んで死んでしまう。

## 登場人物
- ヘンリー・アンカテル卿 - 行政官
- ルーシー・アンカテル - ヘンリーの妻
- ミッジ・ハードカースル - ルーシーの従妹
- ヘンリエッタ・サヴァナク - 彫刻家
- ジョン・クリストゥ - 医者
- ガーダ・クリストゥ - ジョンの妻
- エドワード・アンカテル - ルーシーのいとこ
- デイビッド・アンカテル - ルーシーの親戚
- ガジョン - 執事
- シモンズ - メイド
- ヴェロニカ・クレイ - 女優
- エルシー・パターソン - ガーダの姉
- グレンジ - 警部
- エルキュール・ポアロ - 探偵

## 出版
| 題名           | 出版社   | 文庫名                     | 訳者     | 巻末                                               | カバーデザイン  | 初版年月日     | ページ数 | ISBN          | 備考 |
| -------------- | -------- | -------------------------- | -------- | -------------------------------------------------- | --------------- | -------------- | -------- | ------------- | ---- |
| ホロー荘の殺人 | 早川書房 | ハヤカワ・ミステリ文庫1-28 | 中村能三 | 「読者へ二回目の挑戦」 中村能三                    | 真鍋博          | 1977年12月31日 | 373      | 4-15-070028-1 | 絶版 |
| ホロー荘の殺人 | 早川書房 | クリスティー文庫22         | 中村能三 | 「灰色の脳細胞は、赤い夢を見るか？」はやみねかおる | Hayakawa Design | 2003年12月12日 | 482      | 4-15-130022-8 |      |

## 戯曲
1951年には戯曲化された。
『戯曲 ホロー荘の殺人』（『ミステリマガジン』2010年4月号に訳載）としてクリスティー自身が執筆した。ただしポアロが登場しない改変がなされている。

### 舞台
「ホロー荘の殺人」（2023年5月3日～8日　三越劇場）
演出・構成：野坂実
出演：凰稀かなめ、紅ゆずる、林翔太、高柳明音、旺なつき、綾凰華、佐々木梅治、河相我聞、細見大輔、松村優、中尾隆聖

## 映像化

### 映画
- 危険な女たち（日本 1985年）　ポワロに相当する役柄の推理小説家を石坂浩二が演じた。
監督：野村芳太郎　出演：大竹しのぶ、池上季実子、和由布子、藤真利子、小沢栄太郎、北林谷栄、寺尾聰、三田村邦彦、石坂浩二、日色ともゑ、加藤嘉、夏八木勲
- 華麗なるアリバイ（フランス 2008年）
監督：パスカル・ボニゼール　出演：ミュウ＝ミュウ、ランベール・ウィルソン、ヴァレリア・ブルーニ＝テデスキ、ピエール・アルディティ、アンヌ・コンシニ

### テレビドラマ
La tana（イタリア 1980年）
監督・脚本：ラッファエーレ・メローニ　撮影：ロリス・アマドーリ　美術：ダヴィデ・ネグロ　衣装：ダリオ・チェッキ
出演：マリーナ・ドナーディ（ドーラ＝原作のヘンリエッタ）、ルチア・カトゥッロ（ガーダ）、カルロ・エンリーチ（エドワード）、エリカ・ブラン（ヴェロニカ・クレイ）、フランコ・グラツィオージ（ジョン）、サラ・フェッラーティ（ルーシー）
名探偵ポワロ『ホロー荘の殺人』
シーズン9 エピソード4（通算第53話）  イギリス2004年放送
内容はほとんど原作に沿っているが、結末はガーダが毒入りティーを飲むのではなく、自分で青酸カリを飲んで自殺する。
- エルキュール・ポワロ: デヴィッド・スーシェ
- ヘンリエッタ・サヴァナク: ミーガン・ドッズ
- ガーダ・クリストゥ: クレア・プライス
- ジョン・クリストゥ: ジョナサン・ケイク
- ルーシー・アンカテル: サラ・マイルズ
- ヘンリー・アンカテル卿: エドワード・ハードウィック
- ガジョン: エドワード・フォックス